# Internationale Lenau-Gesellschaft
Die Internationale Lenau-Gesellschaft (ILG) ist ein Verein zur Förderung der wissenschaftlichen und künstlerischen Auseinandersetzung mit dem Werk und der Persönlichkeit von Nikolaus Lenau. Sie wurde 1964 in Stockerau gegründet und hat ihren Sitz in Wien. 

## Aufgaben und Ziele
Die Internationale Lenau-Gesellschaft wurde am 13. Oktober 1964 in Stockerau mit Unterstützung der Ungarischen Akademie der Wissenschaften und unter Einsatz von Nikolaus Britz, Professor an der Pädagogischen Akademie in Baden, ins Leben gerufen. Ziel der Internationalen Lenau-Gesellschaft ist es, völkerverbindend zu wirken und sich für die Bekanntmachung des Werkes und der Persönlichkeit von Nikolaus Lenau einzusetzen.
Bereits im Gründungsjahr stiftete die ILG den Nikolaus-Lenau-Preis mit dem Zweck, die Aufmerksamkeit auf den Dichter, auf die Nachwirkung seiner Gedichte in Europa und in der ganzen Welt zu lenken, und gleichzeitig zu verdeutlichen, dass die zentralen Fragen des Dichters auch heute noch aktuell sind.
Tagungen der Internationalen Lenau-Gesellschaft finden regelmäßig in Baden-Württemberg, in Österreich, Ungarn, Rumänien, Polen und in der Slowakei statt.
Zum zwanzigjährigen Bestehen der Gesellschaft erschien 1984 der Sammelband Vergleichende Literaturforschung, herausgegeben von Antal Mädl und Anton Schwob. 
Im Auftrag der Internationalen Lenau-Gesellschaft erschienen 1987 die ersten Bände der neuen historisch-kritischen Gesamtausgabe der Lenau-Werke. Das internationale Herausgeber-Gremium bestand aus deutschen, österreichischen, polnischen und ungarischen Fachleuten. 
1993 organisierte die ILG in Zusammenarbeit mit dem „Südostdeutschen Kulturwerk“ in München eine Nikolaus-Lenau-Wanderausstellung und die Feier des dreißigjährigen Bestehens der Gesellschaft in Stockerau und in Mosonmagyaróvár.

## Schriftenreihe der ILG
Die Publikationsorgane der Internationalen Lenau-Gesellschaft sind:
- das Lenau-Forum: Vierteljahresschrift für vergleichende Literaturforschung (1969–1995)[3]
- das Lenau-Jahrbuch: Jahresschrift für vergleichende Literaturwissenschaft (1996–2004)[4]
- der Lenau-Almanach: Jahresschrift in Zusammenarbeit mit der Forschungs- und Kulturstelle der Österreicher aus dem Donau, Sudeten- und Karpatenraum
- Wissenschaftliche Buchreihe der Internationalen Lenau-Gesellschaft

## Nikolaus-Lenau-Preis
Die KünstlerGilde Esslingen vergibt seit 1985, seit 2008 zusammen mit der Stadt Esslingen am Neckar, den Nikolaus-Lenau-Preis. Ausgezeichnet werden deutschschreibende Autorinnen und Autoren, die in den jeweils letzten zwei Jahren einen Lyrikband veröffentlicht haben.